# Bonifacio Aldobrandeschi
Bonifacio Aldobrandeschi (... – 1231 circa) è stato un nobile italiano, conte della dinastia degli Aldobrandeschi e capostipite del ramo di Santa Fiora.

## Biografia
Bonifacio era figlio del conte Ildebrandino VIII e della seconda moglie Adalasia. In seguito alla morte del padre, i possedimenti della contea vennero spartiti tra i figli nel 1216, e a Bonifacio vennero affidati i castelli di Santa Fiora e di Selvena. Alla morte del fratello maggiore Ildebrandino IX (dopo il 1223), Bonifacio e il fratello Guglielmo agirono insieme dividendosi il controllo della contea, iniziando a fregiarsi come conte di Santa Fiora il primo e conte di  Sovana e Pitigliano il secondo.
Nel 1222 sottoscrisse accordi con la città di Orvieto e venne poi fatto prigioniero con il fratello Guglielmo a causa del fallimento della spedizione contro i conti di Morrano.
Sposato con Imilia dei Cacciaconti, ebbe un figlio, Ildebrandino X, che dette vita alla dinastia dei conti di Santa Fiora con la divisione ufficiale della contea nel 1274 e la nascita di quella di Santa Fiora. Bonifacio morì presumibilmente intorno al 1231.